# U Frati è a Sora
U Frati è a Sora, appelés aussi menhirs du Rizzanese, sont deux menhirs situés au lieu-dit Gjumenta Russa, sur la commune de Sartène, en Corse-du-Sud.

## Historique
U Frati è a Sora ont été décrits pour la première fois par Prosper Mérimée dans ses Notes d'un voyage en Corse, publiées en 1840 : 
« Deux autres menhirs, mais debout, se voient à environ une lieue de Sartène, sur la rive gauche du Rizzanese et au bord du chemin de Propriano. Le lieu se nomme le Stantare. Les deux pierres sont fortement inclinées l'une vers l'autre. La plus grande, haute de trois mètres, est un peu plus grosse à sa base qu'à son sommet qui, d'ailleurs, m'a paru brisé par un accident. Elle est à peu près carrée, ayant environ 0,85 m de côté. L'autre, aussi grosse, ne dépasse point 1,60 m. Elles sont éloignées de 0,50 m. Entre les deux pierres debout il y en a une troisième, longue d'un mètre, presque aussi grosse que les deux précédentes, mais couchée à terre. Peut-être est-ce un fragment de l'une des deux Stantare. »
Les menhirs sont classés au titre des monuments historiques par la liste de 1889.

## Description
Les deux menhirs faisaient partie d'un alignement plus important désormais disparu. U Frati (« le frère ») est brisé, la partie inférieure étant demeurée plantée dans le sol, selon de Mortillet il devait mesurer à l'origine environ 3 m de hauteur. A Sora (« la nonne » ), désormais renversé au sol, mesure 1,25 m de long.

## Folklore
Selon la légende, les deux pierres sont un moine et une nonne qui aurait succombé à la tentation et se seraient enfuis de leurs couvents. Ils furent punis par Dieu en étant pétrifiés et unis à jamais.
U Frati è a Sora sont aussi mentionnés dans la chanson U Frati è a Sora du groupe Svegliu d'Isula :
Ma quali si n'inveni (Mais qui se souvient)
Di l'amori difesi (De l'amour défendu)
Ch'ùn poni mancu tema (Cela ne pose même pas question)
Di u tempu l'offesi (De l'offense du temps)
Sti dui petri ritti (Ces deux pierres dressées)
In pian' di Rizzanesi (Dans la plaine du Rizzanesi).